# Торгейр Хаварссон
Торгейр Хаварссон или Торгейр сын Хавара (исл. Torgeir Håvarsson; приблизительно 995 — весна 1024) — исландский деятель «века саг», дружинник короля Норвегии Олава Святого, один из двух главных героев «Саги о Названых Братьях» наряду со своим побратимом Тормодом сыном Берси. Тормод написал «Драпу о Торгейре». В XX веке Торгейр стал героем романа Халлдора Лакснесса «Герпла».

## Биография
Торгейр родился приблизительно в 995 году в семье Хавара сына Клеппа, исландца, жившего на хуторе Проталина в Озёрном Фьорде, и его жены Торельв, дочери Альва из Долин («мужа знатного и прославленного»). По женской линии он возводил свою генеалогию к Торстейну Рыжему и далее к легендарным конунгам, в том числе к Сигурду Убийце Фафнира. Двоюродным братом Торгейра был могущественный хёвдинг Торгильс сын Ари с Дымных Холмов.
Согласно «Саге о Названых Братьях», Торгейр «рано возмужал и стал велик ростом, силён и заносчив», с юных лет научился владеть оружием. Его другом и побратимом стал Тормод сын Берси, который был на три года младше: друзья поклялись, что «тот из них, кто будет жить дольше, отомстит за другого». В возрасте 15 лет Торгейр совершил своё первое убийство, отомстив за отца Ёдуру с Ракушечного склона. Некоторое время побратимы занимались вместе добычей китов и, возможно, пиратством. После убийства Торгильса сына Мара Торгейр был объявлен вне закона. Между побратимами произошла размолвка, и они расстались. Торгейр побывал в Ирландии, в Англии, в Дании и, наконец, стал дружинником Олава Святого в Норвегии. Так как родичи добились его оправдания, он раз в два года приезжал в Исландию и занимался там торговыми делами. В 1024 году Торгейр погиб в бою с родственниками одной из своих жертв.
Тормод впоследствии отомстил за побратима, причём ради этого ему пришлось три года провести в Гренландии.

## В литературе
Тормод, ставший скальдом, написал о Торгейре поминальную драпу. Это произведение вместе с несколькими десятками вис Тормода и устной традицией легло в основу «Саги о Названых Братьях» — одной из наиболее значительных родовых саг, созданной, по разным версиям, приблизительно в 1200 году или в конце XIII века. Современной версией этой саги может считаться роман Хальдоура Лакснесса «Герпла» (1952).
С других позиций рассказывает о гибели Торгейра «Прядь о Торарине Дерзком».